# 克拉约瓦条约
克拉约瓦条约（羅馬化：Krayovska spogodba），于1940年9月7日由保加利亚王国和罗马尼亚王国签署，并于1940年9月13日批准。根据条约条款，罗马尼亚必须允许保加利亚收复罗马尼亚在1913年第二次巴尔干战争后获得的南多布罗加地区。保加利亚必须支付100万列伊作为罗马尼亚向该地区投资的补偿。双方根据该条约进行了人口交换，当地多布罗加德意志人后被转移至纳粹德国。与纳粹德国调解的其他领土条约不同，《克拉约瓦条约》在二战后没有被同盟国推翻，南多布罗加仍属于保加利亚。